# La Foixarda

Mapa del distrito de Sants-Montjuic (Barcelona).

La Foixarda, que su nombre proviene de la familia de aristócratas Foixart (hoy Fuixart), es un sector de la montaña de Montjuic en el distrito de Sants-Montjuic de la ciudad de Barcelona (España). Se localiza en la vertiente noroeste de la montaña, dentro de la zona especial del parque de Montjuic, entre la avenida de Francisco Ferrer Guardia, la avenida del Estadio y la calle del Mirador del Palacio Nacional, en el espacio donde antiguamente se hallaba la cantera Foixarda, cuyos terrenos, recaídos a finales del siglo XIX en Jacinta Bruguera i Rius heredera de la familia aristócrata Foixart, fueron cedidos al Ayuntamiento de Barcelona en 1915, según proyecto de urbanización de la montaña de Montjuic para la Exposición Internacional de 1929. Es desde entonces una zona de parques y jardines, centros museísticos y equipamientos deportivos, así como la única reserva natural urbana de la ciudad. Se conoce al Castillo de Montjuïc también como castillo de la Foixarda. 

## Historia
La Foixarda fue una de las varias canteras de la montaña de Montjuic explotadas desde mediados del siglo XVII hasta mediados del siglo XIX por la familia aristócrata Foixart (hoy Fuixart), de cuyo apellido, por derivación, se formó su topónimo.
Sus terrenos recayeron a finales del siglo XIX en Jacinta Bruguera i Rius, hija de Jacint Bruguera i Foixart, abuelo del industrial y político regionalista Josep Rovira i Bruguera, cuya familia los cedió al Ayuntamiento de Barcelona en 1915, según proyecto de urbanización de la montaña de Montjuic para la Exposición Internacional de Barcelona de 1929.
En 1920 comenzó a construirse, sobre la hondonada conocida como el Sot de la Foixarda, el Estadi Català, para que fuera sede los Juegos Olímpicos de 1924, a los que la ciudad de Barcelona solicitó ser candidata, celebrándose finalmente esta VIII edición de los Juegos en la ciudad de París. Fue inaugurado el 25 de diciembre de 1921, con un partido de fútbol jugado por el F. C. Barcelona y el Sparta de Praga, sin que sus obras hubieran llegado a terminar, por lo que, malograda su destinación olímpica, fue reconvertido en parque de atracciones, ahora para la Exposición Internacional de 1929, y, después, nuevamente en equipamiento deportivo (hoy Camp Municipal de Rugbi La Foixarda).
En 1930, continuando este proyecto de transformación urbanística de la montaña de Montjuic motivado por la Exposición Internacional, se encargó al botánico Pius Font i Quer la construcción de un jardín botánico para la ciudad de Barcelona, el hoy denominado Jardín Botánico Histórico de Barcelona, creado sobre dos hondonadas de la antigua cantera Foixarda (la del Sot de la Masía y la del Sot de l'Estany) situadas detrás del Palacio Nacional de Montjuic, sede del Museo Nacional de Arte de Cataluña.

## Equipamientos
En la actualidad, además del Jardín Botánico Histórico de Barcelona, se hallan también ubicados en la Foixarda, entre otros equipamientos:
- Escuela Municipal de Hípica La Foixarda, en la avenida de los Montanyans

- Tenis Municipal de Montjui, en la calle de la Foixarda, donde también se ubica la Real Sociedad de Tenis Pompeya

- Centro municipal de escalada La Foixarda, en el camino de la Foixarda

- Campo municipal de rugby La Foixarda, también en el camino de la Foixarda

## Accesos
La Foixarda, cuya zona interior puede ser recorrida a través de la avenida de los Montanyans, la calle de la Foixarda y el camino de la Foixarda, tiene varias vías de acceso a sus equipamientos:
- Por la avenida de Francisco Ferrer Guardia, a través la calle de la Foixarda, tras la fachada oeste del Pueblo Español, siguiendo el camino de la Foixarda, tras su fachada norte, donde se ubican, descendiéndolo, el centro municipal de escalada La Foixarda y el campo municipal de rugby La Foixarda.

- Por la plaza de Sant Jordi, a través de la avenida dels Montanyans, donde está situada la Escuela Municipal de Hípica La Foixarda, también sobre hondonadas de la antigua cantera Foixarda

- Por la calle del Mirador del Palacio Nacional, detrás del Museo Nacional de Arte de Cataluña, donde se halla el Jardín Botánico Histórico de Barcelona, sobre las hondonadas conocidas como el Sot de la Masía y el Sot de l'Estany.

- Por la avenida del Estadio, a la altura del camino de la Foixarda, desde donde observar la hondonada de la antigua cantera donde hoy se ubica el campo municipal de rugby La Foixarda, conocida como el Sot de la Foixarda